# Sumkar-Steinstupa
Die Sumkar-Steinstupa (chinesisch 松卡石塔, Pinyin Sōngkǎ shítǎ) ist eine berühmte buddhistische Steinstupa in der Nähe der Tempel- und Klosteranlage Samye im Kreis Dranang Dzong, Regierungsbezirk Lhokha am nördlichen Ufer des Yarlung-Flusses (Brahmaputra), nahe bei Lhasa im Autonomen Gebiet Tibet der Volksrepublik China.
Sie stammt aus der zweiten Hälfte des 8. Jahrhunderts.
Die Steinstupa steht seit 2006 auf der Liste der Denkmäler der Volksrepublik China in Tibet (6-762).
Koordinaten: 29° 18′ 0,3″ N, 91° 26′ 49,9″ O